# ロス・ウルフ
ロス・ギャレット・ウルフ（Ross Garrett Wolf, 1982年10月18日 - ）は、アメリカ合衆国・イリノイ州エフィングハム出身の元プロ野球選手（投手）。右投右打。

## 経歴

### アマチュア時代
2001年のMLBドラフトでモントリオール・エクスポスから47巡目（全体1390位）で指名されるが拒否。

### プロ入りとマイナー時代とマーリンズ時代
2002年のMLBドラフトでフロリダ・マーリンズから18巡目（全体533位）で指名され入団。A-級ジェームズタウン・ジャマーズでプロデビューした。
2003年は、A級グリーンズボロ・グラスホッパーズでプレーした。
2004年は、A+級ジュピター・ハンマーヘッズでプレーした。
2005年は、AA級カロライナ・マドキャッツでプレーした。
2006年は、開幕をAA級カロライナで迎え、12試合に登板した後、5月にAAA級アルバカーキ・アイソトープスに昇格し48試合に登板した。
2007年は、開幕をAAA級アルバカーキ・アイソトープスで迎えた。41試合に登板した後、メジャーに昇格した。8月9日にメジャー契約を結び登録された。8月10日のニューヨーク・メッツ戦でメジャーデビューを果たした。8月25日にAAA級アルバカーキへ降格した。9月4日に再昇格を果たした。9月5日のワシントン・ナショナルズ戦でウィリー・モー・ペーニャからメジャー初奪三振を記録した。この年は、メジャーで14試合に登板した。
2008年は、開幕をDLで迎えた。5月19日からA+級ジュピターでリハビリを行った。5月31日にメジャー契約を解除された。この年は、マイナーリーグで41試合に登板した。オフにFAとなった。

### オリオールズ傘下時代
2008年12月1日にボルチモア・オリオールズとマイナー契約を結んだ。
2009年は、傘下のAAA級ノーフォーク・タイズで47試合に登板した。オフに、マイナー契約で再契約を結び残留じた。
2010年もAAA級ノーフォークでプレーした。

### アスレチックス時代
2010年6月22日にジェイク・フォックスとのトレードでオークランド・アスレチックスへ移籍した。傘下のAAA級サクラメント・リバーキャッツへ配属され、7試合に登板した。7月7日にタイソン・ロスの降格に伴ってメジャーに昇格した。7月10日のロサンゼルス・エンゼルス・オブ・アナハイム戦で3年振りにメジャーで登板した。8月22日にアンドリュー・ベイリーの復帰に伴ってAAA級サクラメントへ降格した。。9月1日にセプテンバー・コールアップによりメジャーに再昇格した。9月は、11試合に登板した。10月7日にロースター外となった。9日にFAとなった。

### アストロズ傘下時代
2010年11月9日にヒューストン・アストロズとマイナー契約を結んだ。
2011年は、傘下のAAA級オクラホマシティ・レッドホークスで56試合に登板した。オフにFAとなる。

### オリオールズ復帰
2012年1月9日に古巣のオリオールズとマイナー契約を結び復帰した。傘下のAA級ボウイ・ベイソックスでプレーしていたが、4月22日に解雇された。

### レンジャーズ時代
2012年4月27日にテキサス・レンジャーズとマイナー契約を結んだ。傘下のAA級フリスコ・ラフライダーズへ配属された。6月12日にAAA級ラウンドロック・エクスプレスへ昇格した。
2013年は、開幕をAAA級ラウンドロックで迎えた。6試合に先発登板した後、メジャーに昇格した。11月4日にロースター外になったが、マイナー契約を結び残留した。

### 韓国球界時代
2013年12月3日にレンジャーズとの契約を解除し、KBOのSKワイバーンズと契約を結んだ。
2014年当初は、先発、途中から抑えとして起用されたがシーズン途中の8月、子どもの病気を理由に帰国するとそのまま韓国へ戻ることなくシーズンを終え退団した。

### レンジャーズ復帰
2014年12月11日に、テキサス・レンジャーズとマイナー契約を結んだ。
2016年2月21日にプロ野球選手を引退した。

## 詳細情報

### 年度別投手成績
| 年 度    | 球 団    | 登 板 | 先 発 | 完 投 | 完 封 | 無 四 球 | 勝 利 | 敗 戦 | セ 丨 ブ | ホ 丨 ル ド | 勝 率 | 打 者 | 投 球 回 | 被 安 打 | 被 本 塁 打 | 与 四 球 | 敬 遠 | 与 死 球 | 奪 三 振 | 暴 投 | ボ 丨 ク | 失 点 | 自 責 点 | 防 御 率 | W H I P |
| -------- | -------- | ----- | ----- | ----- | ----- | -------- | ----- | ----- | -------- | ----------- | ----- | ----- | -------- | -------- | ----------- | -------- | ----- | -------- | -------- | ----- | -------- | ----- | -------- | -------- | ------- |
| 2007     | FLA      | 14    | 0     | 0     | 0     | 0        | 0     | 1     | 0        | 0           | .000  | 66    | 12.1     | 24       | 4           | 3        | 0     | 1        | 6        | 1     | 0        | 16    | 16       | 11.68    | 2.19    |
| 2010     | OAK      | 11    | 0     | 0     | 0     | 0        | 0     | 0     | 0        | 0           | ----  | 56    | 12.2     | 12       | 1           | 6        | 1     | 1        | 9        | 0     | 0        | 6     | 6        | 4.26     | 1.42    |
| 2013     | TEX      | 22    | 3     | 0     | 0     | 0        | 1     | 3     | 0        | 2           | .250  | 207   | 47.2     | 58       | 5           | 15       | 1     | 1        | 21       | 2     | 0        | 24    | 22       | 4.15     | 1.53    |
| 2014     | SK       | 23    | 13    | 0     | 0     | 0        | 2     | 2     | 4        | 0           | .500  | 364   | 85.1     | 88       | 10          | 27       | 0     | 6        | 41       | 1     | 0        | 48    | 46       | 4.85     | 1.35    |
| MLB：3年 | MLB：3年 | 47    | 3     | 0     | 0     | 0        | 1     | 4     | 0        | 2           | .200  | 329   | 72.2     | 94       | 10          | 24       | 2     | 3        | 36       | 3     | 0        | 46    | 44       | 5.45     | 1.62    |
| KBO：1年 | KBO：1年 | 23    | 13    | 0     | 0     | 0        | 2     | 2     | 4        | 0           | .500  | 364   | 85.1     | 88       | 10          | 27       | 0     | 6        | 41       | 1     | 0        | 48    | 46       | 4.85     | 1.35    |

### 年度別守備成績
| 年 度 | 球 団 | 投手（P） | 投手（P） | 投手（P） | 投手（P） | 投手（P） | 投手（P） |
| 年 度 | 球 団 | 試 合     | 刺 殺     | 補 殺     | 失 策     | 併 殺     | 守 備 率  |
| ----- | ----- | --------- | --------- | --------- | --------- | --------- | --------- |
| 2007  | FLA   | 14        | 0         | 1         | 0         | 0         | 1.000     |
| 2010  | OAK   | 11        | 0         | 4         | 0         | 0         | 1.000     |
| 2013  | TEX   | 22        | 7         | 5         | 1         | 3         | .923      |
| MLB   | MLB   | 47        | 7         | 10        | 1         | 3         | .944      |

### 背番号
- 51 (2007年)
- 50 (2010年)
- 55 (2013年)
- 24 (2014年)